# Shuitou, Guangdong
Shuitou (kinesiska: 水头) är en köping i sydöstra Kina. Den ligger i Fogang härad i staden Qingyuan i provinsen Guangdong, omkring 92 kilometer nordost om provinshuvudstaden Guangzhou. Antalet invånare är 21 055. Befolkningen består av 10 372 kvinnor och 10 683 män. Barn under 15 år utgör 20,0 %, vuxna 15-64 år 67 %, och äldre över 65 år 11,0 %.